# Astyanax jacobinae
Astyanax jacobinae és una espècie de peix de la família dels caràcids i de l'ordre dels caraciformes.

## Morfologia
- Els mascles poden assolir 5,1 cm de llargària total.[1]

## Alimentació
Menja larves de dípters (quironòmids) i de tricòpters, i artròpodes.

## Hàbitat
Viu a àrees de clima tropical (11°S-12°S, 41°W-42°W).

## Distribució geogràfica
Es troba a Sud-amèrica: Brasil.